# Tyskö-Nästö-Prästö
Tyskö-Nästö-Prästö är ett kommunalt naturreservat i Borlänge kommun och Falu kommun i Dalarnas län.
Området är naturskyddat sedan 1993 och är 98 hektar stort. Reservatet består av tre öar, Tyskö, Nästö och Prästö, som ligger i sjön Runn beväxta med gran och tall.